# Reakcja Vogla
Reakcja Vogla – reakcja charakterystyczna nazwana nazwiskiem Hermanna Wilhelma Vogla, wykorzystywana w analizie jakościowej do wykrywania jonów kobaltu(II). W stężonym i zakwaszonym roztworze rodanku (zazwyczaj rodanku potasu lub rodanku amonu) powstaje kompleks tetratiocyjanianokobaltu(II) o niebieskiej barwie:
Co2+ + 4SCN−
 → Co(SCN)2−4
W rozcieńczonych roztworach kompleks ten jest nietrwały i ulega dysocjacji, a niebieskie zabarwienie przechodzi w bladoróżowe wskutek obecności jonów Co(SCN)+ lub zanika całkowicie. Czułość reakcji można zwiększyć poprzez dodanie acetonu lub etanolu, które zmniejszają względną przenikalność elektryczną wody, czy też poprzez ekstrahowanie do fazy organicznej (np. alkoholu amylowego), która barwi się na szafirowo.
W reakcji przeszkadzają jony żelaza(III), które maskuje się przy użyciu fluorków lub fosforanów, bądź redukuje do jonów żelaza(II) siarczynami lub chlorkiem cyny(II).